# Raymond Poulidor
Raymond Poulidor (15 de abril de 1936 em Masbaraud-Mérignat, França – 13 de novembro de 2019 em Saint-Léonard-de-Noblat, França) foi um ciclista profissional francês.

## História
O popular Poupou destacou-se pela sua longevidade, pois correu ao mais alto nível com mais de quarenta anos de idade.
Também conhecido pelo eterno segundo, terminou o Tour de France três vezes em segundo lugar (1964, 1965 e 1974) e em cinco outras ocasiões foi terceiro classificado (1962, 1966, 1969, 1972 e 1976). Do mesmo modo, foi uma vez vice-campeão do mundo em, 1974, e por três vezes foi terceiro lugar (1961, 1964 e 1966). Poulidor morreu no dia 13 de novembro de 2019.